# Gail Anderson-Dargatz
Gail Anderson-Dargatz (ur. 14 listopada 1963) – kanadyjska pisarka.
Ukończyła studia licencjackie z zakresu kreatywnego pisania University of Victoria. Obecnie prowadzi zajęcia z tego kierunku na University of British Columbia. Za swoją pierwszą powieść The Cure for Death by Lightning otrzymała nagrodę Ethel Wilson Fiction Prize, a także nominacje do nagród: Giller Prize oraz Books in Canada First Novel Award.
W 1990 poślubiła Floyda Dargatza.

## Zbiór opowiadań
- The Miss Hereford Stories (1994)

## Powieści
- The Cure for Death by Lightning (1996)
- A Recipe for Bees (1998)
- A Rhinestone Button (2002)
- Turtle Valley (2007)